# Castelul din Ryn

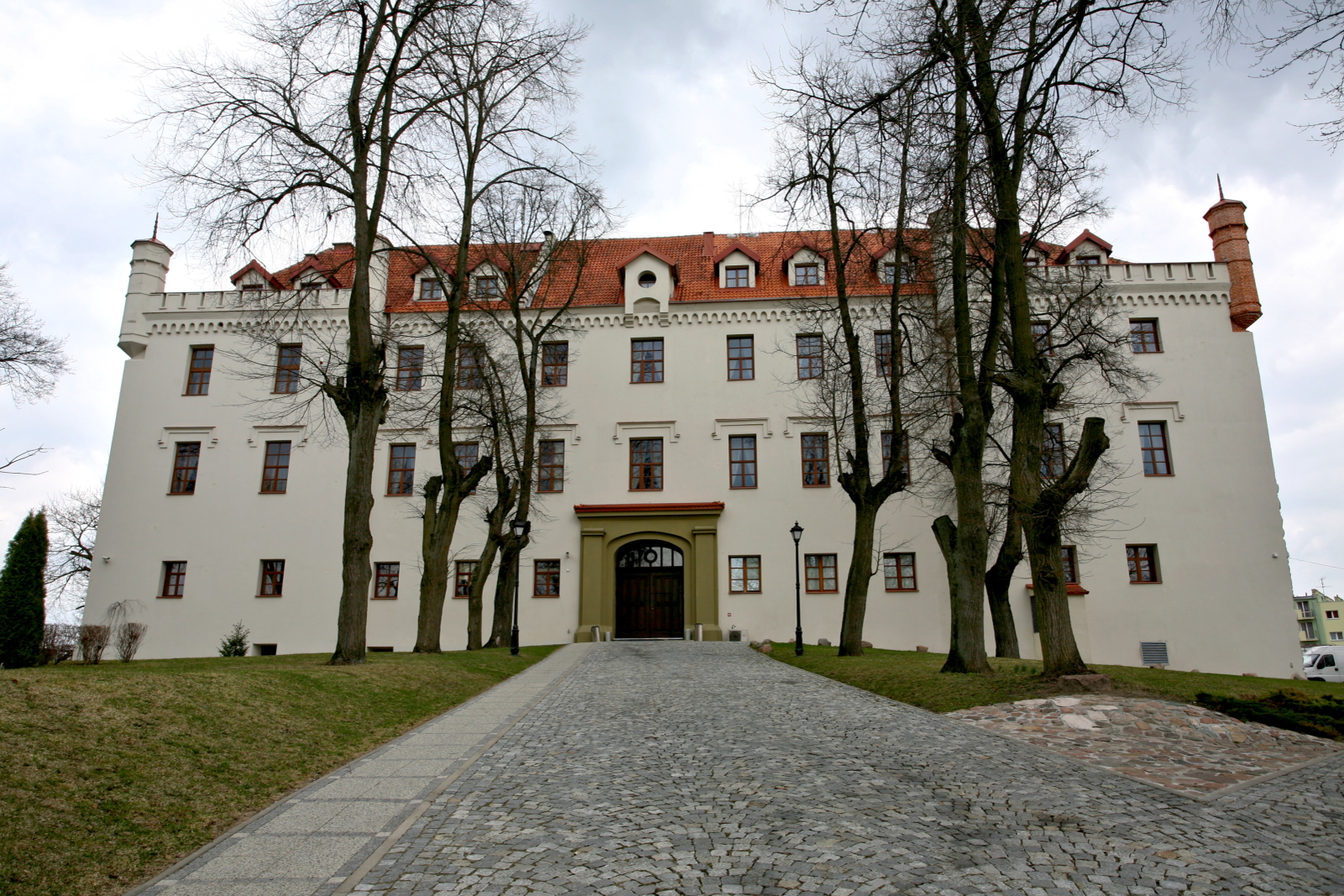
Castelul din Ryn

Ryn este un orășel mic în Mazury (Polonia), situat pe istmul dintre 2 lacuri: Ołów, un rezervor închis de apă, protejat ca o zonă liniștită și lacul Ryńskie, care este conectat la complexul de Mari Lacuri Mazuriene. Deasupra orașului, stă un castel teutonic din secolul 14. A fost construit pe un deal, pe locul ocupat mai înainte de un fort galindian (vechii prusaci). Legenda spune că Castelul și Lacul Ołów, care funcționează ca un șanț natural pentru fortăreață, le aducea aminte cavalerilor teutoni de râul Rhein și de castelele ce stăteau pe malurile acestora, care posibil ar și explica denumirea acestui oraș Mazurian - Ryn.

## Istoria Castelului Ryn
Între 1393 și 1525, castelul a fost scaun pentru districtul local de comandament (Komturei), și unul dintre primii comandanți, numit pentru a administra castelul și districtul a fost Konrad Wallendrod, un viitor Mare Maestru al Ordinului Teuton și eroul poemului lui Adam Mickiewicz ”Kornad Wallenrod”. Înafară de funcția sa militară (fortul era o bază importantă pentru războaiele duse împotriva Lituaniei), castelul a servit de asemenea ca și centru administrativ și economic, furnizând Ordinului pește, miere și vânat.

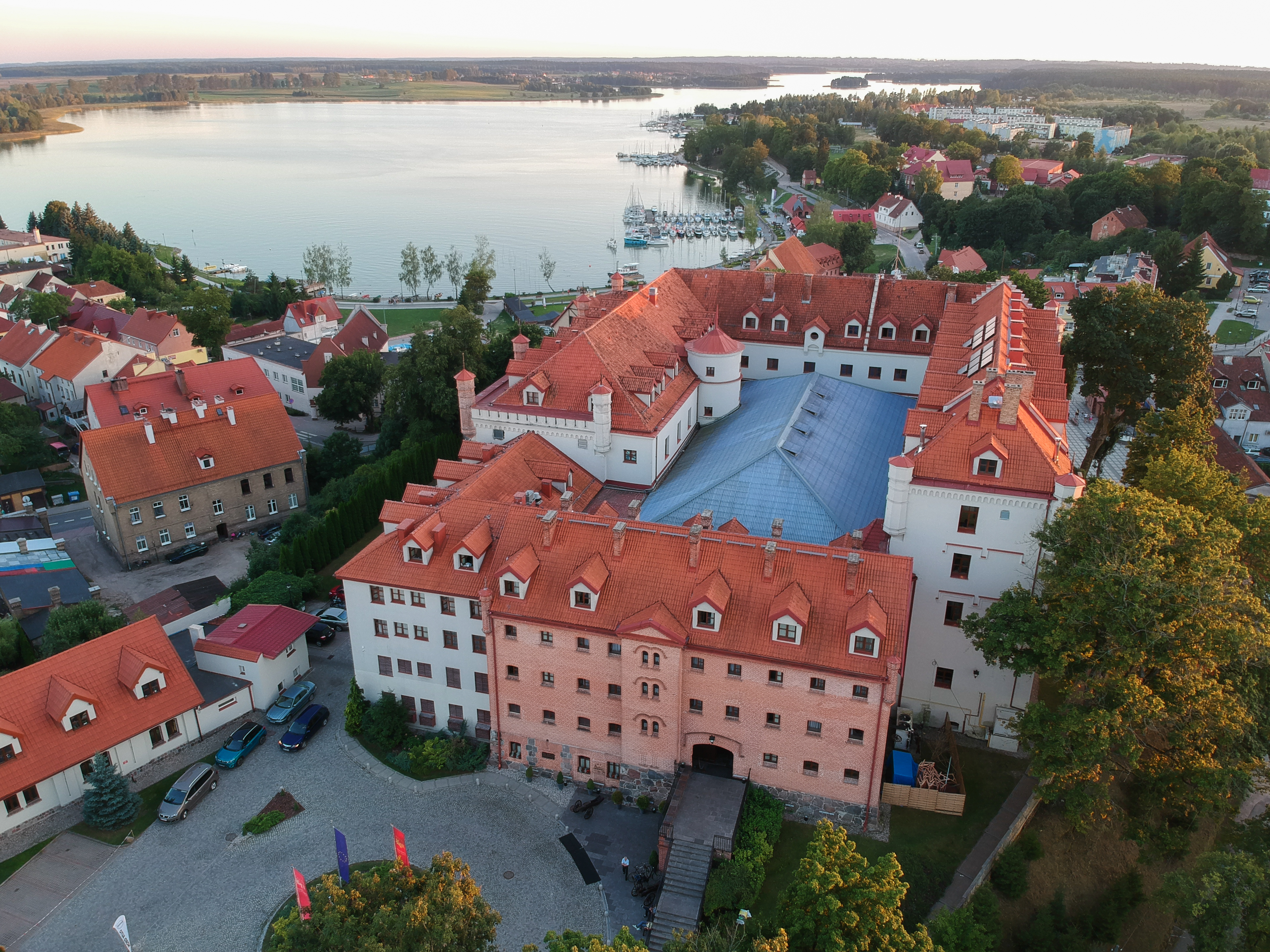
Castelul din Ryn

În ciuda locației strategice, zidurilor groase și construcției masive, castel s-a predat în urma asediului condus de Asociația Prusacă la mijlocul secolului 15. Fiecare cavaler care a supraviețuit, sau care a fost prins fugind din castel a fost înecat cu cruzime în unul din cele 2 lacuri de lângă oraș sau în mlaștinile din apropiere. În mai puțin de un an, castelul s-a reîntors la Cavalerii Teutoni, fiind recuperat de trupe compuse din mercenari.
Odată cu dezvoltarea castelului, se dezvolta și așezarea de lângă zidurile acestuia. Mai apoi aceasta s-a dezvoltat într-un oraș, primind mai întâi dreptul de deține piețe obișnuite, care au contribuit mult la dezvoltare. În secolul 16, Ryn a devenit un centru de administrare a localităților din împrejurimi, iar atunci când Ordinul Teuton a fost dizolvat, orașul a fost desemnat ca capitală administrativă pentru unul din districtele din Ducatul Prusac.
Din păcate, un raid al Tătarilor, la mijlocul secolului 18, a distrus aspirațiile de dezvoltare ulterioară. Atacatorii au capturat o parte din locuitorii ai orașului ca prizonieri și pe restul i-au măcelărit, jefuind și dând foc la case. Castelul a fost singura clădire care a supraviețuit din întregul oraș. Peste o jumătate de secol, o epidemie de ciumă bubonică a cauzat mari pierderi de vieți omenești, astfel încât majoritatea localităților de lângă Ryn au fost complet depopulate. Cei neatinși de boală, căutau adăpost în paduri.
În 1723, Ryn a primit titlul de oraș. Această acțiune a fost făcută pentru a ajuta la reconstrucția și stimularea creșterii acestuia. Noilor imigranți în Ryn li se ofereau multe privelegii - ei primeau pâmânt pentru a construi noi case, ei puteau taia lemne pentru construcția casei gratis și li se returna o treime din toate cheltuielile de construcție. În a doua jumătate a secolului 18, castelul a fost părăsit și pus de vânzare. De la finalul secolului 18 până la mijlocul secolui 18, a avut mai multi stăpâni până a devenit o închisoare pentru femei. În timpul celui de-al Doilea Război Mondial, castelul a fost folosit pentru a ține deținuți prizonieri de război ruși și polonezi, precum și pentru prizonieri germani.

### După cel de-al Doilea Război Mondial

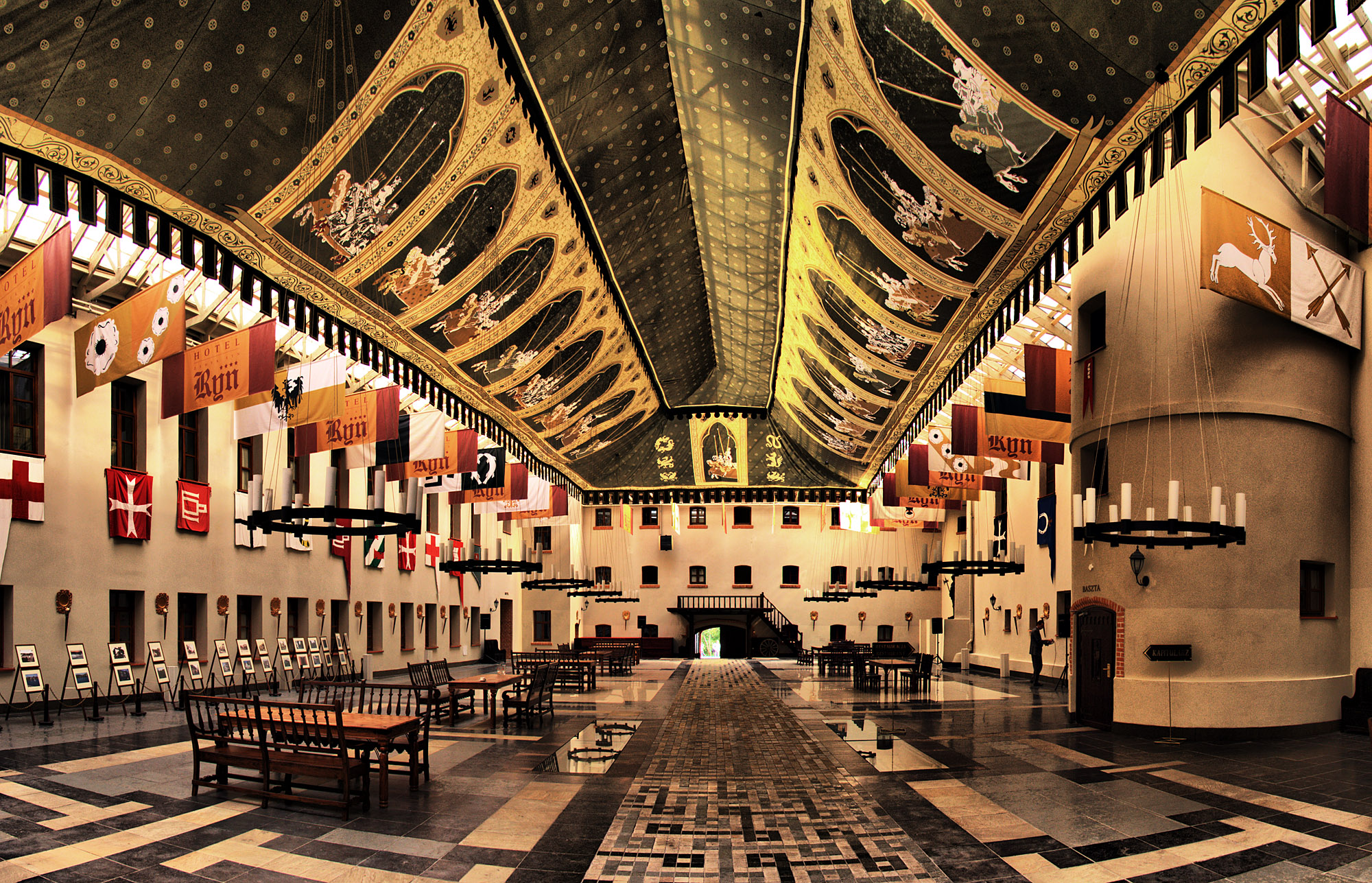

În iulie 2006, un hotel de lux de 4 stele a fost deschis în castel, numit Hotel Ryn. Hotelul deține aproape 300 de paturi în 140 de camere, incluzând 5 camere de lux regale și 20 de camere cu standarde înalte de servicii. Pentru a păstra tradițiile istorice a castelului teutonic, hotelul a fost împărțit în 4 secțiuni: secțiunea Monastică, secțiunea Cavalerilor, secțiunea Vânătorilor și Închisoarea. Designul interior păstrează arhitectura castelului, și evidențiază unele din frescele autentice, pereții și podurile policrome, ușile gotice, cadrele ferestrelor, precum și criptele castelului. Restaurantul castelului, are de asemena un design gotic, și are capacitatea de 300 de clienți. Meniul conține bucate din bucătăria veche poloneză, precum și bucătaria nobilimii din acele timpuri și bucate europene. De asemenea, hotelul este echipat cu un centru de conferințe modern, cu 6 săli de conferință (cea mai mare din acestea având o capacitate de 500 de scaune, situată sub curtea interioară a castelului) precum și un business-centru.